# Усачики
Усачики, или лептурины (лат. Lepturinae) — подсемейство усачей, включающее более 210 родов и 1500 видов.

## Описание

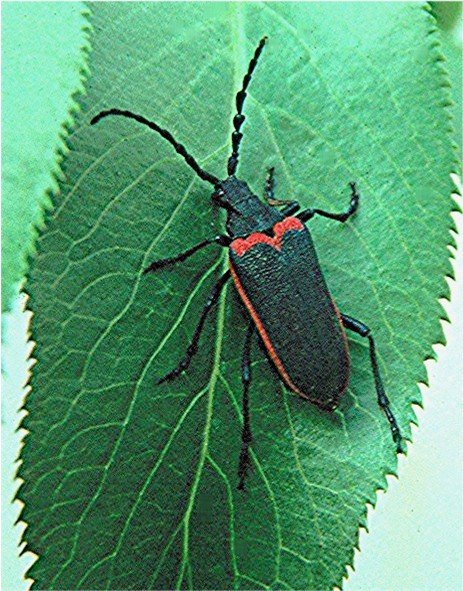
Desmocerus californicus Horn, 1881

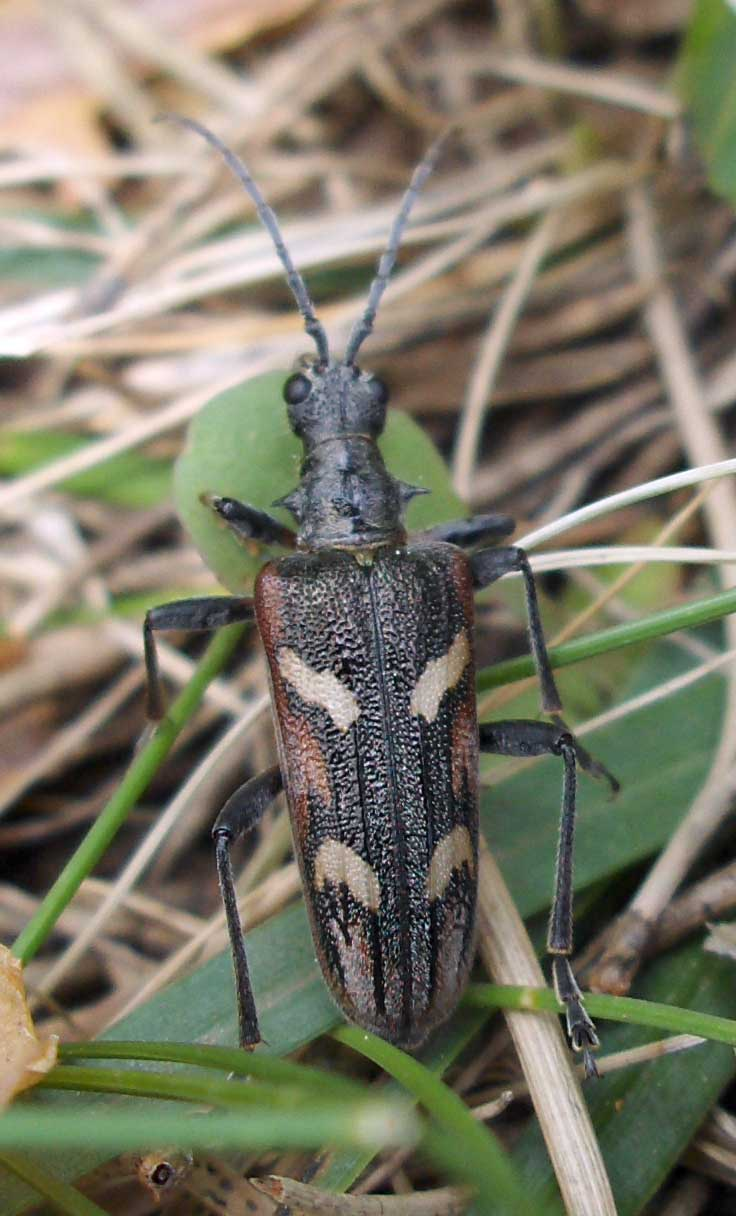
Rhagium bifasciatum

Мелкие и средних размеров жуки. Усики отходят перед глазами или между ними. Переднеспинка без боковых килей.

## Распространение
Представители подсемейства встречаются преимущественно в Северном полушарии, особенно в Голарктике, с небольшим количеством видов в Афротропике, Австралии, Неотропике и Ориентальной области.

## Систематика
Подсемейство включает более девяти триб, 210 родов и более 1500 видов. Ранее к этой группе относилось и подсемейство Necydalinae, недавно выделенное в отдельный таксон.

### Трибы и роды
- Desmocerini Blanchard, 1845
  - Род Desmocerus Dejean, 1821
- Encyclopini LeConte, 1873[2]
  - Роды: Encyclops — Leptalia — Pyrotrichus
- Lepturini Latreille, 1804
  - Роды: Acanthoptura — Alosterna — Analeptura — Anastrangalia — Anoplodera — Anoploderomorpha — Asilaris — Batesiata — Bellamira — Brachyleptura — Carlandrea — Cerrostrangalia — Charisalia — Chontalia — Choriolaus — Corennys — Cornumutila — Cortodera — Corymbia — Cribroleptura — Cyphonotida — Dokhtouroffia — Dorcasina — Elacomia — Ephies — Etorofus — Eurylemma — Euryptera — Eustrangalis — Formosopyrrhona — Fortuneleptura — Gnathostrangalia — Grammoptera — Hayashiella — Idiopidonia — Idiostrangalia — Ischnostrangalis — Japanostrangalia — Judolia — Judolidia — Kanekoa — Katarinia — Kirgizobia — Konoa — Leptochoriolaus — Leptostrangalia — Leptura — Lepturalia — Lepturobosca — Lepturopsis — Lycidocerus — Lycochoriolaus — Lycomorphoides — Lygistopteroides — Macrochoriolaus — Macroleptura — Megachoriolaus — Meloemorpha — Metalloleptura — Metastrangalis — Mimiptera — Mimostrangalia — Mordellistenomimus — Munamizoa — Nakanea — Nanostrangalia — Nemognathomimus — Neobellamira — Neoleptura — Neopiciella — Nivellia — Nivelliomorpha — Nustera — Ocalemia — Oedecnema — Ohbayashia — Orthochoriolaus — Ortholeptura — Pachypidonia — Pachytodes — Papuleptura — Paracorymbia — Paranaspia — Paraocalemia — Parastrangalis — Pedostrangalia — Platerosida — Pseudallosterna — Pseudoparanaspia — Pseudophistomis — Pseudostrangalia — Pseudotypocerus — Pseudovadonia — Pygoleptura — Pygostrangalia — Pyrocalymma — Pyrrhona — Rapuzziana — Sinostrangalis — Stenelytrana — Stenoleptura — Stenostrophia — Stenurella — Stictoleptura — Strangalepta — Strangalia — Strangalidium — Strangaliella — Strangalomorpha — Strophiona — Trachysida — Trigonarthris — Trypogeus — Typocerus — Vadonia — Xestoleptura
- Oxymirini Danilevsky, 1997[3]
- Rhagiini Kirby, 1837
  - Роды: Acmaeops — Acmaeopsoides (Acmaeopsoides rufula) — Akimerus — Anthophylax — Brachysomida — Brachyta — Comacmaeops — Dinoptera — Encyclops — Enoploderes — Evodinus — Fallacia — Gaurotes — Gaurotina — Grammoptera — Heffernia — Lemula — Macropidonia — Metacmaeops — Neanthophylax — Neorhamnusium — Oxymirus — Pachyta — Pachytella — Pidonia — Piodes — Pseudogaurotina — Pseudosieversia — Rhagium — Rhamnusium — Rhondia — Sachalinobia — Sinopidonia — Sivana — Stenocorus — Taiwanocarilia — Tomentgaurotes — Toxotinus — Xenoleptura — Xenophyrama
- Rhamnusiini Sama, 2009[4]
- Sachalinobiini Danilevsky, 2010[5]
- Teledapini Pascoe, 1871
- Xylosteini Reitter, 1913[6]
  - Роды: Caraphia — Centrodera — Formosotoxotus — Leptorhabdium — Noctileptura — Palaeoxylosteus — Pseudoxylosteus — Xylosteus

## Фотогалерея

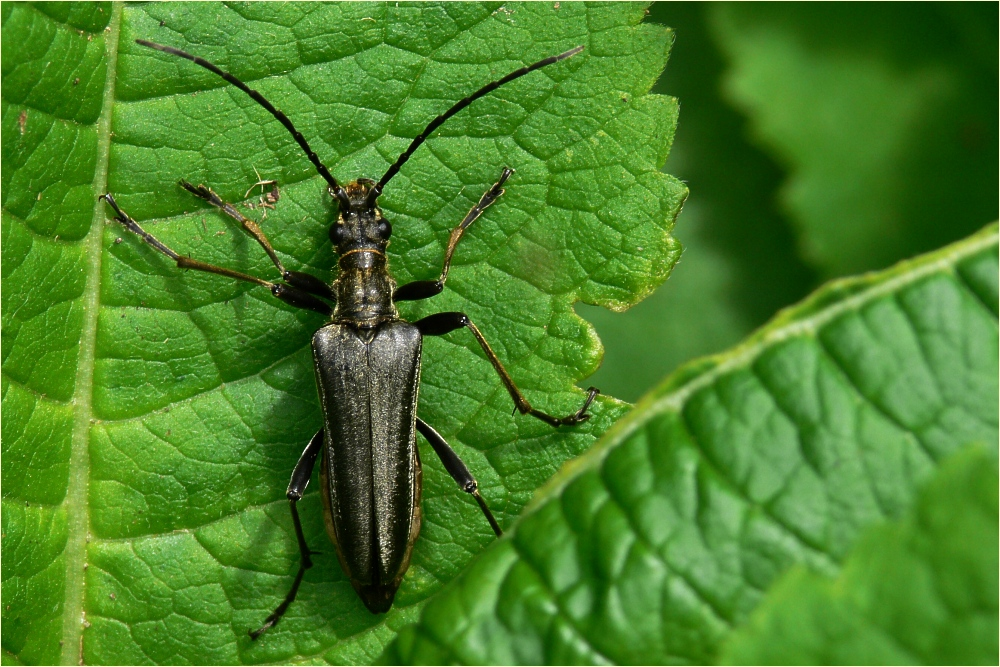
Stenocorus meridianus Linnaeus, 1758
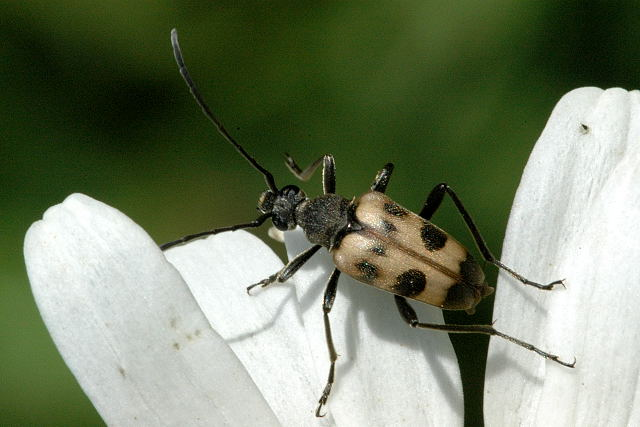
Pachytodes cerambyciformis Schrank, 1781
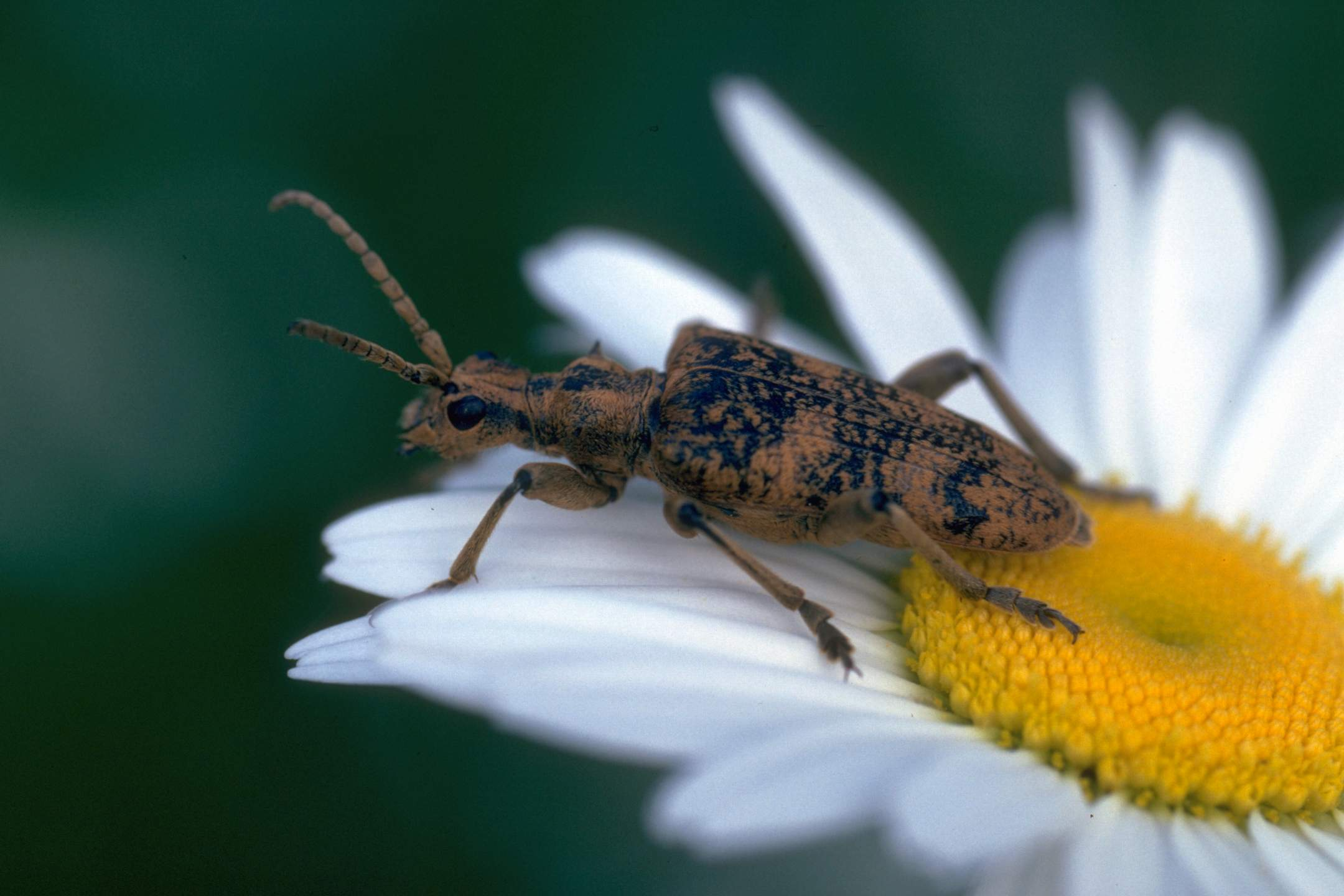
Rhagium sycophanta Schrank,1781

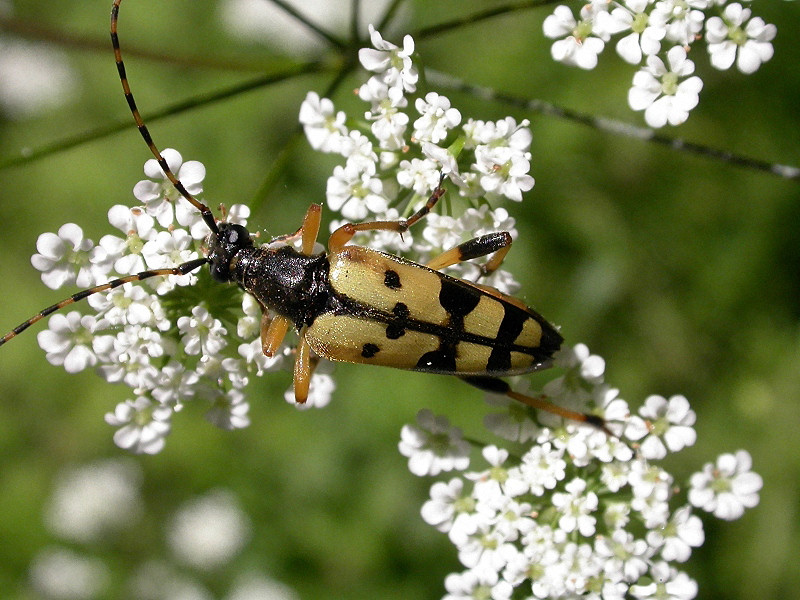
Leptura maculata Poda, 1761
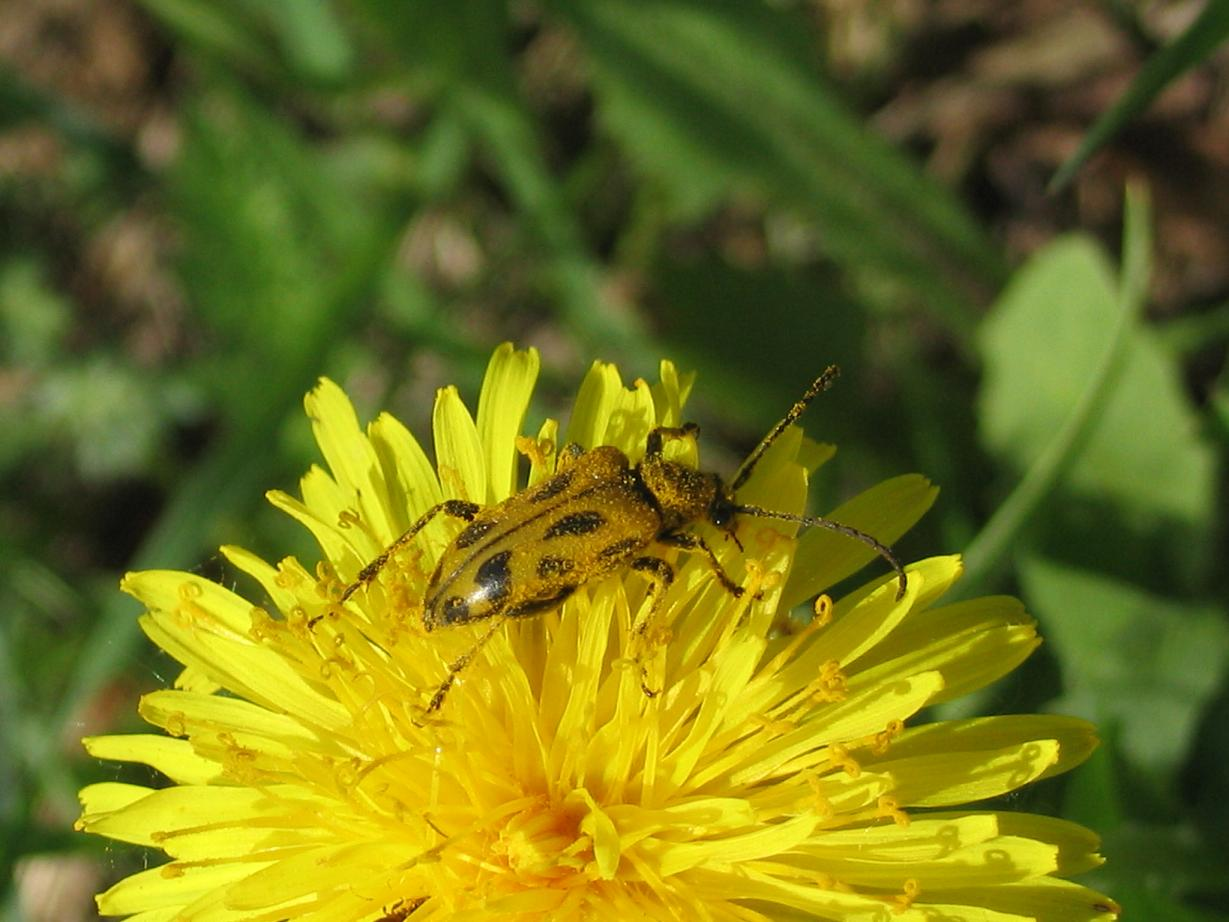
Brachyta interrogationis Linnaeus, 1758
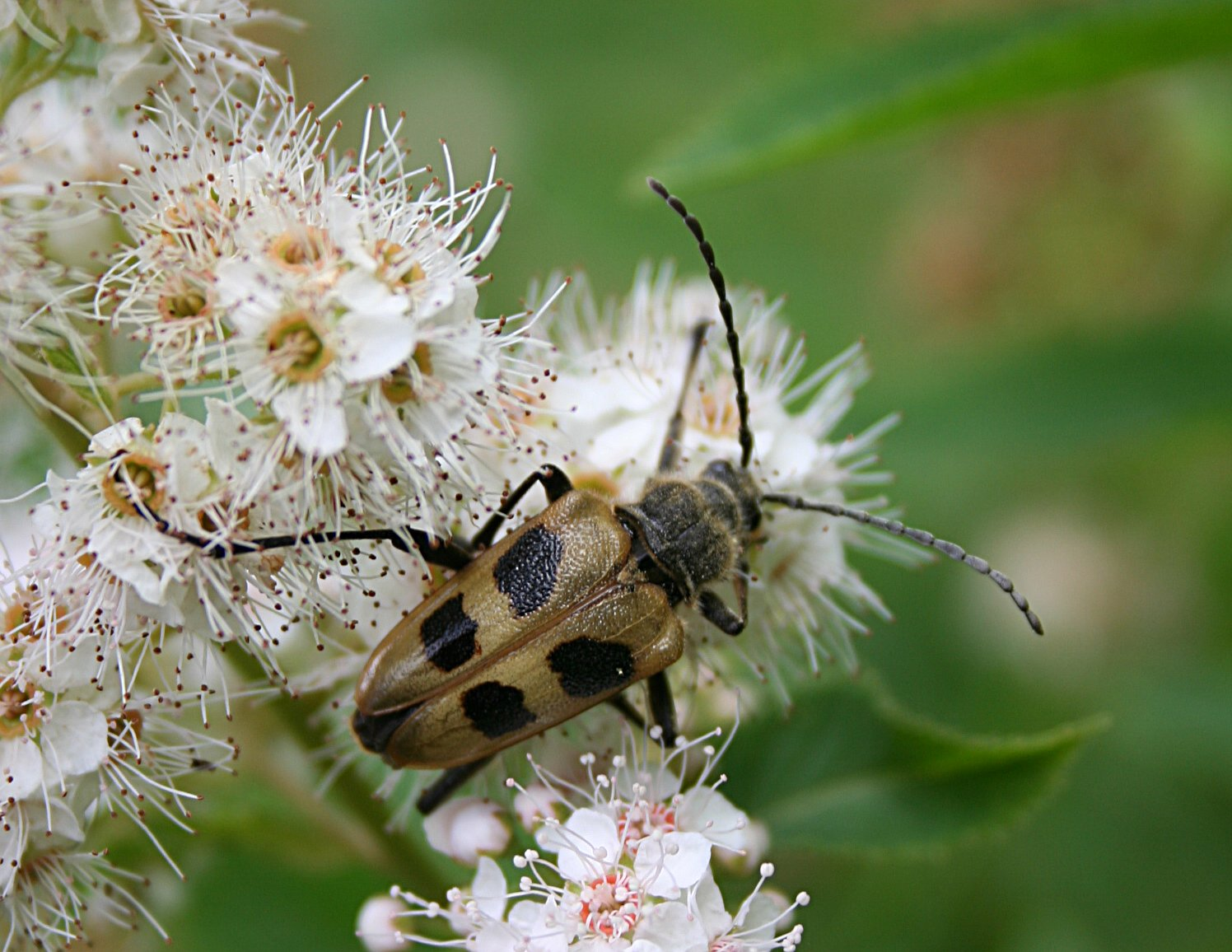
Pachyta quadrimaculata Linnaeus, 1758